# K.Kempalinganahalli, Nelamangala
K.Kempalinganahalli là một làng thuộc tehsil Nelamangala, huyện Bangalore Rural, bang Karnataka, Ấn Độ.